# Карликова галактика Великий Пес

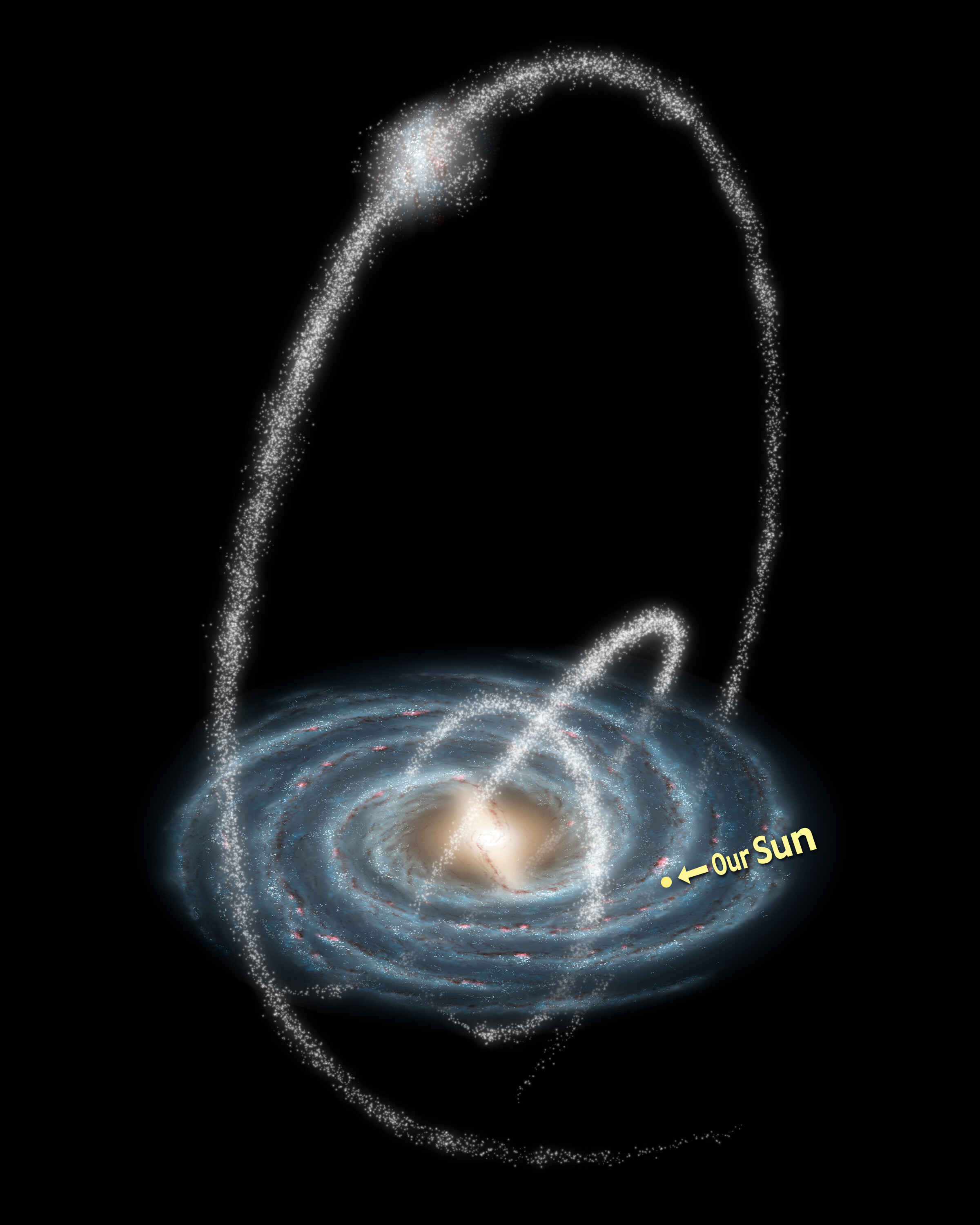
Зоряні потоки в Чумацькому Шляху, виявлені станом на 2007 рік

Ка́рликова гала́ктика Вели́кого Пса (англ. Canis Major Dwarf Galaxy) — галактика Місцевої групи, що розташована в напрямку сузір'я Великого Пса. Наразі є найближчою сусідньою галактикою: вона перебуває на відстані близько 25 000 світлових років від Сонячної системи, а відстань до неї від центру нашої Галактики становить 42 000 світлових років. Класифікується як неправильна галактика. Має форму еліпса та ймовірно налічує близько мільярда зір (приблизно стільки ж, як і карликова сфероїдальна галактика Стрільця, що вважалася найближчою сусідньою галактикою раніше).

## Відкриття
Галактику було відкрито в листопаді 2003 року міжнародною командою астрономів за даними інфрачервоного огляду неба 2MASS. Попри те, що вона ближче до Землі, ніж центр нашої Галактики, галактику Великого Пса було важко виявити. Вона перебуває по інший бік від площини Чумацького Шляху, а в галактичному диску висока концентрація зір, газу та пилу, що призводить до значного поглинання випромінювання. Разом із невеликими розмірами галактики це пояснює, чому її не було відкрито раніше.
Галактику було знайдено за великою кількістю червоних гігантів, що скупчилися на порівняно невеликій ділянці. Ці зорі випромінюють здебільшого інфрачервоне світло, яке (на відміну від видимого) значно менше поглинається в газопилових хмарах.

## Характеристики
Астрономи вважають, що карликову галактику розриває на частини гравітаційне поле Чумацького Шляху — нашої Галактики, яка значно масивніша. Ядро карликової галактики деградувало. Припливні сили стали причиною довгого «сліду» із зір, що простяглися вздовж орбіти галактики навколо Чумацького Шляху. Вони утворили складну кільцеподібну структуру, що тричі огортає нашу Галактику, яку іноді називають «Кільцем Єдинорога».